# Zisterzienserinnenkloster Fons Salutis
Das Zisterzienserinnenkloster Fons Salutis war von 1927 bis 1999 ein spanisches Kloster in Algemesí in der Provinz Valencia.

## Geschichte
Das Zisterzienserinnenkloster La Zaidía in Valencia (später Trappistinnenkloster Benaguacil) gründete 1927 in Algemesí (30 Kilometer südlich Valencia) das Tochterkloster Nostra Señora de Fons Salutis („Unsere Liebe Frau von Fons Salutis“). Als 1957 La Zaidía in den Zisterzienserorden der strengeren Observanz (Trappisten) wechselte, unterstellte sich Fons Salutis dem Kloster Las Huelgas und schloss sich der dem Papst direkt unterstehenden Kongregation San Bernardo an. 1999 wurde das Kloster aufgelöst. Die letzten Nonnen gingen nach Las Huelgas. Die Gebäude wurden von der Pfarrgemeinde erworben.

### Fons Salutis im Bürgerkrieg
Im Laufe des Spanischen Bürgerkriegs wurden die Nonnen 1936 vertrieben und das Gebäude als Gefängnis genutzt. Die früheren Priorinnen María Micaela Baldoví Trull (* 1869 in Algemesí) und María Natividad Medes Ferrís (* 1880 in Algemesí) wurden am 9. bzw. 11. November 1936 von den Republikanern erschossen und am 3. Oktober 2015 (zusammen mit den Märtyrern der Abtei Santa María de Viaceli) in Santander von Bischof Manuel Sánchez Monge seliggesprochen. Drei weitere Schwestern wurden 1936 und 1937 für Monate ins Gefängnis geworfen.